# 台南市学甲区東陽国民小学
台南市学甲区東陽国民小学（たいなんしがっこうくとうようこくみんしょうがっこう）は、台湾台南市学甲区に位置する市立の国民小学校である。
1953年に設立され、2010年の県市の合併に伴い、校名が台南市学甲区東陽国民小学に変更された。
学区には大湾里、仁得里、慈福里1〜15隣、豊和里、新栄里が含まれて、現在の生徒数は412人である。

## 歴史
1953年3月、中山堂を借りて学甲国民学校新栄分校が設立され、それぞれ1年次と2年次の学級が開設された。
その後、1958年7月に3年次の学級も追加され、同年9月に生徒たちのために教室三軒を建て、使わせてもらえた。
1961年3月18日、当校は単独な校名を申請し、1年次から5年次まで21組を編成した。
1961年6月29日、県庁の許可によって中華民国60学年度から独立され、校名は「台南県学甲郷東陽国民学校」と決めた。
1968年2月2日、学甲郷は町に昇格され、「 台南県学甲町東陽国民学校」と改名された。
同年8月に九年一貫教育が実施され、再び「台南県学甲町東陽国民小学校」に改名された。
その後、1972年9月に文化と美和分校が廃止された。

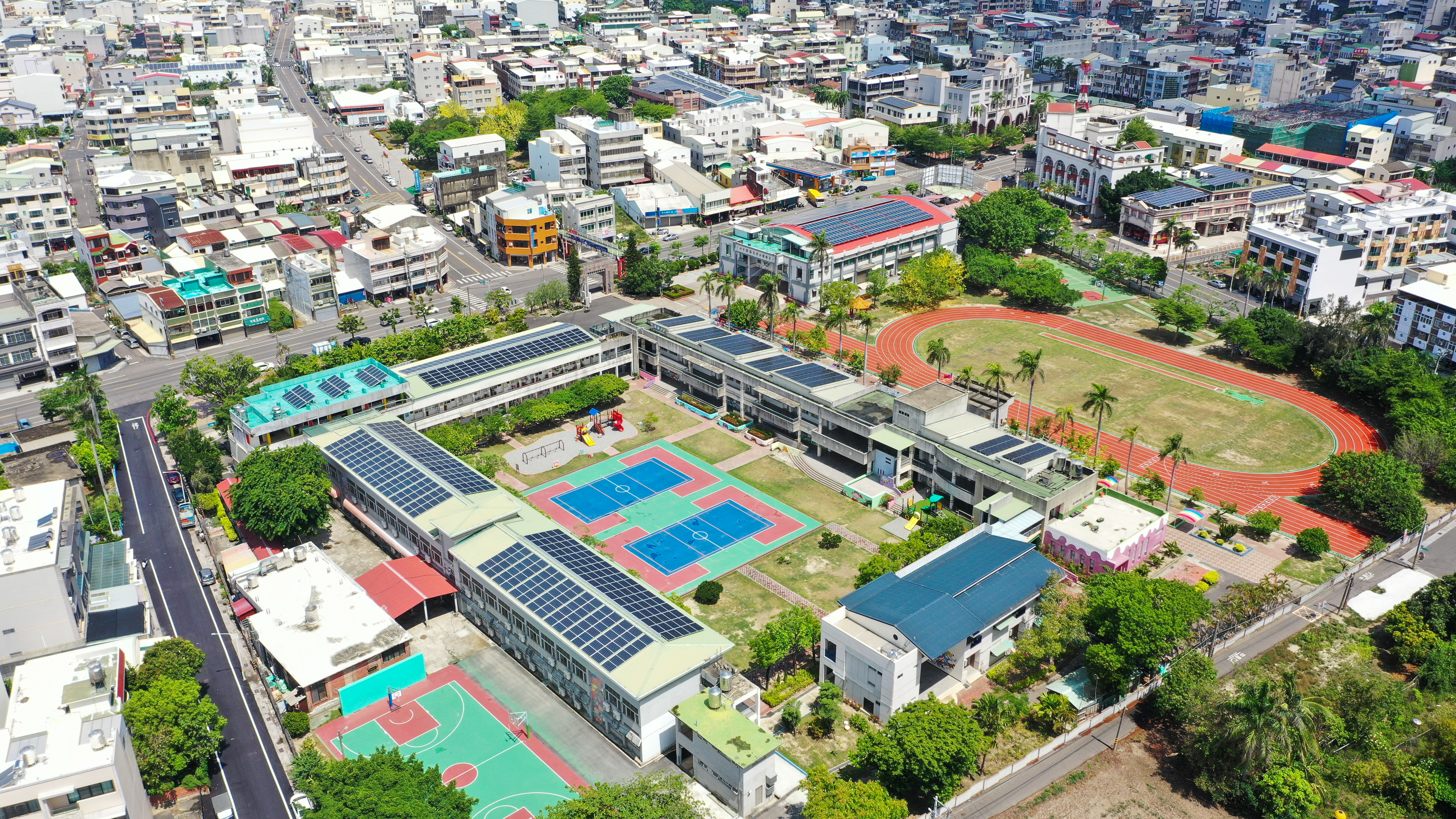
台南市学甲区東陽国民小学空撮写真

2010年12月24日台南県と台南市が合併の故、「台南県学甲町東陽国民小学校」は「台南市学甲区東陽国民小学校」に改名された。
2011年12月22日に自由入学学校に認可され、学区は慈福里1-15隣、仁得里、新栄里、豊和里、大湾里が含まれっている。
2019年7月19日、当校は学区は慈福里1-8隣、仁得里、新栄里、豊和里、大湾里に調整し、108学年度から実施されている。

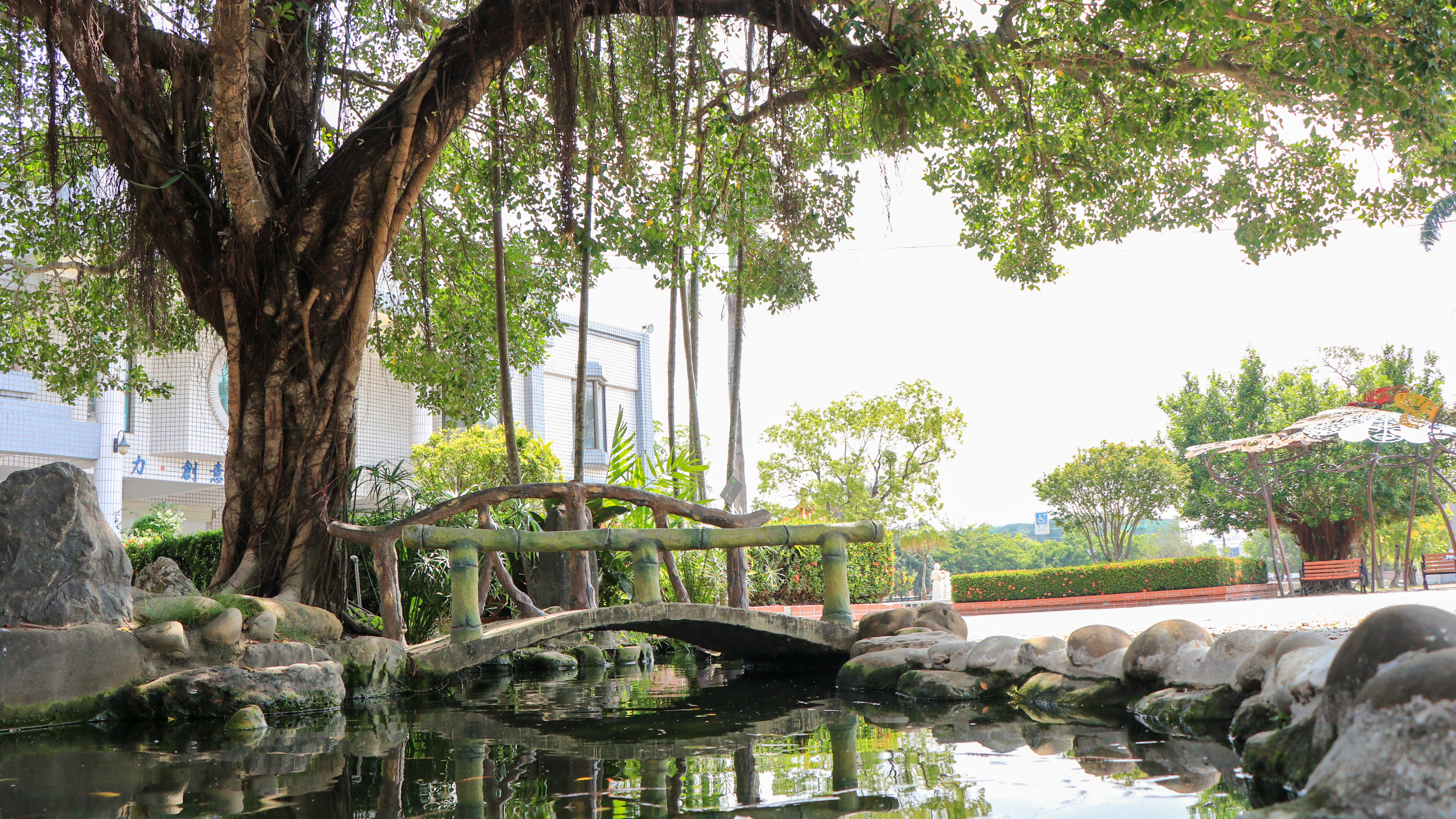
台南市学甲区東陽国民小学校内景色

## 校内景色
2018年、校舎が古くなったため、学校側は再建プロジェクトを執行し始めた。
予算が限られている上で、全教職員、生徒、ボランティアと退職教師が全員協力してパブリックアートを作り遂げた。
1. 「未来へ出航」手描きアート
2. 「海と童心」壁の装飾
3. 「東陽の誇り」三角柱の銅像

三つの作品は2019年12月に学校景色類建築賞を得た。